# Pochet

Op de voorgrond: lichtblauw pochet in de borstzak

Een pochet of lefdoekje is een accessoire uit de herenmode. Het is een vierkante doek die opgevouwen in het borstzakje van een jasje, een blazer of een dinnerjacket wordt gedragen, op zo'n wijze dat deze nog gedeeltelijk zichtbaar is.
Pochetten waren oorspronkelijk veelal wit en werden aanvankelijk gebruikt op een smoking. Hier is nog steeds de dresscode wit en wordt in enkele gevallen voor een rood pochet gekozen. Tegenwoordig bestaan pochetten in diverse kleuren en dessins, en in verschillende materialen (katoen, linnen - de betere zijn van zijde). Handgerolde pochetranden gelden als kwalitatief hoogstaand, maar er zijn ook geheel machinaal vervaardigde pochetten te koop. Bij de combinatie met het pak, het hemd en de das wordt de kleur van de pochet doorgaans afgestemd op die van het hemd of van de das.
De pochet kan op verschillende manieren worden gevouwen en gedragen: de pochet kan (ogenschijnlijk) nonchalant in het borstzakje zijn gestoken of tot een strak vierkant zijn gevouwen waarvan een zijde subtiel boven de rand van het borstzakje uitsteekt. In een ander geval is de pochet zó gevouwen, dat er meerdere punten naast elkaar uit het borstzakje steken. De manier van vouwen is geheel afhankelijk van de smaak van de drager.
Het gebruiken van een pochet als zakdoek is een faux pas; de pochet dient enkel ter verfraaiing en wordt niet 'gebruikt'.